# Kilroy Was Here (film 1983)
Kilroy Was Here è un cortometraggio realizzato per accompagnare l'album omonimo degli Styx. Veniva mandato in onda in apertura dei concerti della band nel tour del 1983. Il film è stato scritto e diretto dal regista Brian Gibson. È presente nella videocassetta Caught in the Act distribuita dal gruppo l'anno successivo.